# BA-64
كانت BA-64 ( А-64 ، من Bronirovaniy Avtomobil ،حرفياً "سيارة مصفحة") كانت سيارة استطلاع سوفيتية مدرعة بأربع عجلات, و بنيت على شاسيه GAZ-64 أو GAZ-67 jeep، وقد تم دمج هيكل غير محكم على غرار طراز Sd.Kfz. 221 . تم تطوير BA-64 بين يوليو ونوفمبر 1941 لتحل محل BA-20 التي كانت في الخدمة مع وحدات مدرعة تابعة للجيش الأحمر,و رخيصة الثمن وموثوقة بشكل استثنائي، وأصبحت فيما بعد أكثر المركبات القتالية المدرعة ذات العجلات السوفيتية شيوعًا التي تدخل الخدمة خلال الحرب العالمية الثانية، وحيث تم تصنيع أكثر من 9000 قبل انتهاء الإنتاج.
تمثل BA-64 نقطة تحول مهمة في تكنولوجيا السيارات المدرعة السوفيتية، وحيث منح هيكلها متعدد الأوجه طاقمها حماية فائقة من نيران الأسلحة الصغيرة وشظايا القذائف مقارنةً بالطائرة BA-20, وتمتلك طائرات BA-64s أيضًا نسبة طاقة إلى وزن أعلى بكثير, وقد أدى وضع عجلاتها في الزوايا القصوى للهيكل إلى قدرة استثنائية على المناورة, وبعد اعتماد BTR-40 ، سحبت الحكومة السوفيتية أسطولها المتبقي من طائرات BA-64s وصدرتها كمساعدات عسكرية لدول مختلفة, وفي خدمة ألمانيا الشرقية، وكانو بمثابة أساس لـ Garant 30k SK-1 , وشهدت طائرات BA-64 الكورية الشمالية إجراءات ضد قيادة الأمم المتحدة خلال الحرب الكورية .

## تاريخ

### تطوير

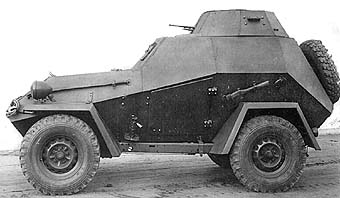
الإصدارات القديمة من BA-64

خلال ثلاثينيات القرن الماضي، كرس الاتحاد السوفيتي الكثير من الجهد والتمويل لتطوير سيارات مدرعة متوسطة أو ثقيلة بست عجلات, وكان العيب الأساسي في هذه المركبات هو افتقارها للدفع الرباعي، ومع ذلك, مما جعلها تقتصر على الطرق, وفي عام 1940, أصدرت المديرية الرئيسية للقوات المدرعة السوفيتية (GABTU) مطلبًا لتصميمات جديدة للسيارات المدرعة التي يمكن أن تعمل بشكل فعال في التضاريس المفتوحة ولديها هيكل دفع رباعي, مما أدى ذلك إلى تطوير العديد من تصميمات الدفع الرباعي الجديدة، مثل LB-62 و BA-NATTI, وعلى الرغم من أن هذه كانت أولى السيارات المدرعة السوفيتية ذات الدفع الرباعي، إلا أنه لم يتم قبول أي منهما للخدمة مع الجيش الأحمر، حيث عانوا من الوزن الزائد واستهلاك الوقود ومدى التشغيل الضعيف.
أثناء عملية بربروسا، أدت الهجمات السريعة لألمانيا النازية في أوكرانيا وغرب روسيا إلى تعطيل المشاريع العسكرية الجديدة مؤقتًا, وحيث أُجبرت معظم المصانع السوفيتية المشاركة في إنتاج المركبات القتالية المدرعة على إخلاء منشآتها ونقل العمليات شرق جبال الأورال, و كان Gorkovsky Avtomobilny Zavod (GAZ) أحد الاستثناءات القليلة للقاعدة، وحيث كان يقع بالفعل شرق موسكو, وكانت مساهمتها في جهود الحرب السوفيتية المبكرة حيوية من الناحية الإستراتيجية، وحيث يمكنها الاستمرار في تصنيع المركبات لتعويض الخسائر الفادحة التي تكبدها الجيش الأحمر حينها بينما كانت بقية صناعة الدفاع المحلية تكافح من أجل الانتقال وإعادة التنظيم, وزادت GAZ من تصنيع وتجميع الدبابات الخفيفة وفقًا لذلك، وكذلك استمرت في إنتاج الشاحنات العسكرية, ونظرًا لأن برنامج الإنتاج الشامل لسيارة مصفحة جديدة ذات دفع رباعي قد توقف بسبب الغزو الألماني، فقد كان من مسؤولية GAZ التحقيق في الاحتمالات في هذا الصدد.
بدأ فنيو GAZ العمل على مفهوم سيارة مصفحة جديدة تسمى Izdeliye 64-125 في 17 يوليو 1941، وعلى أساس بنائها وتصميمها على هيكل تجاري موجود مسبقًا, وكان هذا لضمان إجراء عملية التصنيع بطريقة اقتصادية وسريعة, و بعد بعض المداولات، وتم اختيار جيب GAZ-64 كقاعدة لـ Izdeliye 64-125, وتم اعتبار هذا الهيكل مثاليًا نظرًا لقاعدة عجلاته القصيرة وخلوص أرضي ممتاز، وحقيقة أن أجزائه الميكانيكية كانت بالفعل في الإنتاج التسلسلي, ولم يكن لدى Izdeliye 64-125 الأصلي أي أوجه شبه تقريبًا مع ما أصبح فيما بعد BA-64؛ وكان يشبه أكثر بقليل من BA-20 أقصر.
في 23 أغسطس، تم الاستيلاء على Sd.Kfz الألماني, وتم عرض 221 سيارة كشافة بالقرب من موسكو من قبل الجيش الأحمر, وسُمح لفيتالي غراتشيف وغيره من مهندسي GAZ بفحص السيارة؛ وبعد شهر، رتب غراتشيف لإحضاره إلى مصنع GAZ لإجراء تحليل مفصل, وأعجب Grachev بصفيحة الدروع عالية الأوجه على Sd.Kfz. 221، والذي كان مائلًا للارتداد الأقصى، وأمر بإدراج هيكل مماثل في Izdeliye 64-125, و في أواخر نوفمبر، جمعت GAZ النماذج الثلاثة الأولى التي تحمل الهيكل الجديد, وبدأت التجارب الميدانية مع الجيش الأحمر في 9 يناير 1942, وتم قبول Izdeliye 64-125 للخدمة باسم BA-64 في 14 مارس 1942.
كانت الطائرة BA-64 مسلحة في البداية بمدفع رشاش واحد من طراز Degtyaryov عيار 7.62 ملم في برج مفتوح من أعلى, وتم تثبيت المدفع الرشاش على حامل ثابت، مما سمح له بالارتفاع بشكل كافٍ للاشتباك مع الطائرات التي تحلق على ارتفاع منخفضو وبدأ إصدار طائرات BA-64 بأعداد كبيرة للوحدات السوفيتية في أوائل عام 1943, وفي نفس الوقت تقريبًا تم إنشاء مدرسة متخصصة في القيادة لتدريب سائقي BA-64, لأسباب لا تزال غير واضحة، و تم تصنيع خمسين سيارة مصفحة فقط من هذا النوع في عام 1942 ولم يتم الإنتاج الضخم حتى الأشهر الستة الأولى من عام 1943، وعندما تم تصنيع أكثر من ألف سيارة, و حتى بعد عام 1943، وظلت أرقام الإنتاج غير متسقة ويمكن أن تتقلب بشكل كبير من سنة إلى أخرى. في يونيو 1943، وتعرضت ورش GAZ التي أنتجت BA-64 لأضرار جسيمة أو دمرت بسبب الغارات الجوية الألمانية، وتوقف الإنتاج تمامًا حتى يمكن استعادة المصنع, وكان لابد من حل بعض أوجه القصور الفنية في هيكل GAZ-64 في ذلك الوقت، ومما أدى إلى إنشاء طراز BA-64B.
ظلت BA-64s فريدة من نوعها من حيث أنها كانت السيارة المدرعة السوفيتية الجديدة الوحيدة التي تم إنتاجها خلال الحرب العالمية الثانية, وكانت لديها درع وسرعة ومدى وقدرة أفضل على الطرق الوعرة من أي مركبات قتال أخرى ذات العجلات في الخدمة السوفيتية، وعلى الرغم من القيود المفروضة على الهيكل، لم يكن بإمكانهم حمل سوى مدفع رشاش خفيف واحد, وعلى عكس السيارات المدرعة الثقيلة BA-3/6 و BA-20، التي كانت مسلحة بمدفع مضاد للدبابات، ولم تكن BA-64 مناسبة للقتال في الخطوط الأمامية ضد الدروع الألمانية, ومع ذلك، فقد تم استخدامه على نطاق واسع لنقل الضباط وأغراض الاتصال والاستطلاع وغيرها من مهام ساحة المعركة الثانوية.
في سبتمبر 1943، حل محل إنتاج GAZ-64 سيارة جيب GAZ-67B المُحسَّنة، والتي كان لها قاعدة عجلات أوسع, وبالتالي، تم تعديل BA-64 لاستيعاب الهيكل الجديد, وأثبت هذا التغيير أنه تحسين كبير للطائرة BA-64، والتي كانت غير مستقرة على المنحدرات بسبب مسارها الضيق وطبيعتها الثقيلة إلى حد ما؛ وزاد المسار الأوسع GAZ-67B من زاوية الانحدار الجانبي للسيارة إلى 25 درجة, وتم تصنيف BA-64 المعدلة من قبل الحكومة السوفيتية BA-64B, و تضمنت التحسينات التفصيلية الأخرى منافذ إطلاق النار، ومجموعة واسعة من الأسلحة ومكربن جديد يوفر أداءً أفضل على وقود منخفض الدرجة, و استمر تزويد معظم طائرات BA-64B بنفس البرج ومدفع رشاش 7.62 ملم مثل السلسلة الأصلية؛ ومع ذلك، أزالت القوات السوفيتية بعض الأبراج الأصلية من طراز BA-64B واستبدلتهم ببنادق PTRS-41 المضادة للدبابات أو استولت على مدفع ألماني KwK 30 بحجم 2 سم, و تضمن التعديل الميداني الآخر الأكثر شمولاً إزالة البرج وحتى جزء من الهيكل العلوي، وبالإضافة إلى إضافة حاجب الريح الذي تم إنقاذه من فولكس فاجن شويمواجنس التي تم الاستيلاء عليها, أدى ذلك إلى تحويل BA-64B إلى سيارة موظفين ذات سقف مفتوح.
في عام 1944، أنتجت GAZ نوعًا مختلفًا من BA-64B بتركيب مدفع رشاش واحد ثقيل 12.7 ملم DShK في برج أكبر, وعلى الرغم من أن هذا أدى إلى تحسن كبير في القوة النارية للمركبة، إلا أن البرج ظل غير كافٍ لتدوير المدفع الرشاش الضخم بشكل مناسب، ولم يكن هناك مساحة كافية في الهيكل لاستيعاب الذخيرة الكافية 12.7 ملم, وتم تصنيع عدد قليل فقط, و متغير آخر غير عادي، BA-64ZhD, وتم إنتاجه باستخدام هياكل BA-64 الفائضة القديمة، وإن كانت مثبتة على هيكل GAZ-67, وكانت تمتلك عجلات سكة حديدية ذات حواف تسمح لها بتسيير دوريات في مسارات السكك الحديدية.
تم تقليص إنتاج BA-64B بشدة بنهاية الحرب العالمية الثانية، فحيث لم يعد للجيش الأحمر أي مصلحة في الحفاظ على مثل هذه الأعداد الكبيرة من السيارات المدرعة الجديدة, وتم تصنيع آخر62 طائرة من طراز BA-64B في منتصف عام 1946, وتم إنتاج حوالي 9110 طائرة من طراز BA-64s من جميع المتغيرات في الاتحاد السوفيتي بين عامي 1942 و 1946, ومن هذا الرقم، تم تجهيز حوالي النصف بمعدات اتصالات، وبصورة رئيسية أجهزة راديو RP، والتي كانت أدنى من طرازات 71-TK المستخدمة في السيارات المدرعة السوفيتية الثقيلة.
بعد الحرب، تحول الاهتمام السوفيتي بالمركبات المدرعة ذات العجلات في المقام الأول إلى ناقلات الجند المدرعة المصممة لهذا الغرض, وأراد المسؤولون العسكريون السوفييت عربات مدرعة قادرة على مواكبة الدبابات التي يمكنها نقل المشاة إلى الاشتباك, و في وقت مبكر من منتصف مارس 1943، طورت GAZ متغيرًا من طراز APC من BA-64B BA-64E، والذي يمكن أن يستوعب ستة ركاب, وكانت هذه السيارة مفتوحة من الأعلى ونزل الركاب منها من خلال باب في الهيكل الخلفي, وتم رفض BA-64E لكونها صغيرة جدًا بالنسبة إلى APC العملي؛ ومع ذلك، سيتم لاحقًا دمج عدد من ميزاتها في تصميم جديد أكثر قدرة على الجمع بين الأدوار التقليدية للسيارة المدرعة مع دور الناقل العام: BTR-40 .
قامت GAZ بتصنيع أجزاء جديدة لأسطول BA-64 الحالي حتى عام 1953، وهو العام الماضي الذي ظلت فيه في الخدمة التشغيلية مع القوات المسلحة السوفيتية, وبعد ذلك تم استبدال BA-64 بـ BTR-40 وبعد ذلك، BRDM-1 , تم تخزين جميع المركبات المتبقية، وتم التخلص تدريجياً من بعضها كمساعدات عسكرية للدول العميلة السوفيتية، وخاصة كوريا الشمالية, وقبل التصدير، تم تجديد طائرات BA-64 المخزنة في نفس المرافق السوفيتية المسؤولة عن صيانة سلسلة BTR.

### خدمة
تم نشر أول طائرة من طراز BA-64s تم إنتاجها في جبهة دون في عام 1942, ومع ذلك، تم تشغيل كميات أكبر من قبل الوحدات السوفيتية على جبهة فورونيج وجبهة بريانسك من منتصف إلى أواخر عام 1943, وشاركت طائرات BA-64 أيضًا في المراحل النهائية من معركة ستالينجراد, وأثناء المسيرات الطويلة على الطرق، قامت الطواقم السوفيتية بتعديلهم بعجلات طريق فقي قياسية لتوفير الوقود, وتم نشر BA-64Bs خلال الهجمات السوفيتية في النمسا وألمانيا والمجر ورومانيا، وشهدت قتالًا مكثفًا خلال معركة كييف الثانية ومعركة برلين, وكما تم التبرع بواحد وثمانين طائرة من طراز BA-64B من قبل السوفييت للجيش الشعبي البولندي وعشرة منها لفيلق الجيش التشيكوسلوفاكي الأول, وتم استخدام طائرات BA-64B التشيكوسلوفاكية في هجوم براغ عام 1945.
في خلال الفترة من أوائل إلى منتصف الخمسينيات من القرن الماضي، فقد تم شحن طائرات (BA-64) السوفيتية السابقة إلى عدد من الدول العميلة السوفيتية في أوروبا الشرقية وآسيا، وبما في ذلك بلغاريا وألمانيا الشرقية ورومانيا وألبانيا وكوريا الشمالية وجمهورية الصين الشعبية , وكما تم إمداد يوغوسلافيا لاحقًا بكميات صغيرة, وفي الخدمة الكورية الشمالية، اشتبكت طائرة BA-64 مع القوات البرية التابعة لقيادة الأمم المتحدة خلال الحرب الكورية، حيث حصلت على لقب "بوبي" من الجنود الأمريكيين, وكان هذا تلاعبًا على الأرجح باللقب الروسي للسيارة المدرعة، "Bobik".
كانت أخر دولة حصولاً على طائرات BA-64 لقواتها المسلحة هي فيتنام الشمالية، وعلى الرغم من أنه من غير المعروف ما إذا كانت هذه الدول قد شهدت قتالًا فعليًا خلال حرب فيتنام.
بحلول السبعينيات من القرن الماضي، تقاعدت جميع جيوش حلف وارسو من طراز BA-64، فحيث تم التبرع بها عادةً للمجموعات شبه العسكرية مثل المجموعات القتالية في ألمانيا الشرقية للطبقة العاملة ووحدات الميليشيات العمالية المماثلة. ومع ذلك، ظل البعض في الخدمة مع الجيوش الوطنية لكوريا الشمالية وألبانيا, وفي عام 2013، واصل الجيش الشعبي الكوري الاحتفاظ بعدد غير معروف من طائرات BA-64s في الاحتياط.

## وصف
تتألف BA-64 من هيكل سيارة GAZ-64 أو GAZ-67 معدلة لتقبل بدناً مدرعاً,  وتطلب شاسيه الجيب بعض التعديلات لقبول الهيكل؛ وعلى سبيل المثال، فقد كان لابد من تغيير مكان أنظمة التبريد والوقود والأنظمة الكهربائية بينما تم تجهيز التعليق الخلفي لاستيعاب الوزن الإضافي, ويتكون التعليق من نوابض شبه إهليلجية أمامية وخلفية، ويقتصر التوجيه على العجلات الأمامية, وكان لعلبة تروس BA-64 في البداية واحدة للخلف وثلاثة تروس أمامية في علبة نقل ذات سرعتين، وعلى الرغم من أن بعض الطرز يبدو أنها تحتوي على تروس خلفية واحدة وأربع تروس أمامية ولا توجد علبة نقل.
كانت جميع أجسام BA-64 مصنوعة من الفولاذ الملحوم بالكامل ومتفاوتة في سمك الدروع من 15 ملم على مقدمة الهيكل إلى 6 ملم على جوانب الهيكل, ولتوفير أقصى قدر من الحماية الباليستية، وكانت معظم الصفائح المدرعة مائلة بزاوية 30 درجة تقريبًا, وتقع كل من مقصورة القيادة والمحرك في مقدمة الهيكل, ويجلس أفراد الطاقم جنبًا إلى جنب مع برج مدفعي يجلس خلف السائق وفوقه, وحجرة القيادة مزودة بغطاء فتحة من قطعة واحدة يفتح لأعلى, وعندما يتم إغلاق الفتحة أثناء القتال، ويستمر السائق في التنقل عبر مشهد إضافي ثلاثي, وتم تطوير المشهد من جهاز مشابه على الخزان الخفيف T-60 .
تم تشغيل كل من BA-64 وBA-64B بواسطة محرك بنزين رباعي الأسطوانات GAZ مطور50 حصان (37كيلوواط) عند 2800 دورة في الدقيقة, وكان المحرك موثوقًا بشكل خاص ومعروفًا بالعمل لفترات طويلة حتى مع الوقود منخفض الأوكتان وزيت الجودة الرديئة بأقل قدرمن الصيانة, وفي ظل ظروف الحرب، فقد كانت قادرة على توفير خدمة تشغيلية جيدة تصل إلى 15000 كيلومتر دون الحاجة إلى إصلاح كبير, ويمكن تزويد BA-64 بإطارات قتالية GK واقية من الرصاص، وعلى الرغم من أن ذلك أدى إلى زيادة استهلاك الوقود وخفض سرعات الطريق إلى 40 كم / ساعة, فقد قام ميكانيكيو الجيش الأحمر عادةً بتركيب الإطارات القياسية من سيارة الركاب GAZ-M1 بمداس مدني إلى BA-64 لاستخدامها في القوافل والمسيرات على الطرق لمسافات طويلة وواجبات الحراسة الخلفية.
تم تركيب برج مفتوح القمة كمعيار لسلسلة BA-64، ومع مدفع رشاش خفيف 7.62 ملم مثبت على عمود دوران إلى اليمين, وتم تصميم حامل المدفع الرشاش للارتفاع الاقصى بحيث يمكنه الاشتباك مع الطائرات أو المشاة التي تحلق على ارتفاع منخفض في الطوابق العليا من المبنى أثناء القتال في المناطق الحضرية, وتم تجهيز عدد قليل جدًا من طائرات BA-64s بمدفع رشاش ثقيل 12.7 ملم في برج أكبر مفتوح القمة, وأشتمل هذا النموذج على حراس الرش والشرائح المدرعة على خط سقف الهيكل, وكما تم تخزين أسلحة الطاقم الشخصية، مثل القنابل اليدوية، داخل هيكل السيارة.
خضعت الطائرة BA-64 لبعض التعديلات الطفيفة مثل BA-64B, وفي حين أن أبرز هذه التغييرات كان المكربن الجديد والمسار الأوسع، وتضمنت الطرز المتتالية من BA-64B أيضًا منافذ إطلاق، ودروع عادم أسطوانية من الصفائح المعدنية، ومدخل هواء إضافي فوق حجرة المحرك، ومدخل هواء لمقصورة القيادة على سطح الهيكل.

## المتغيرات

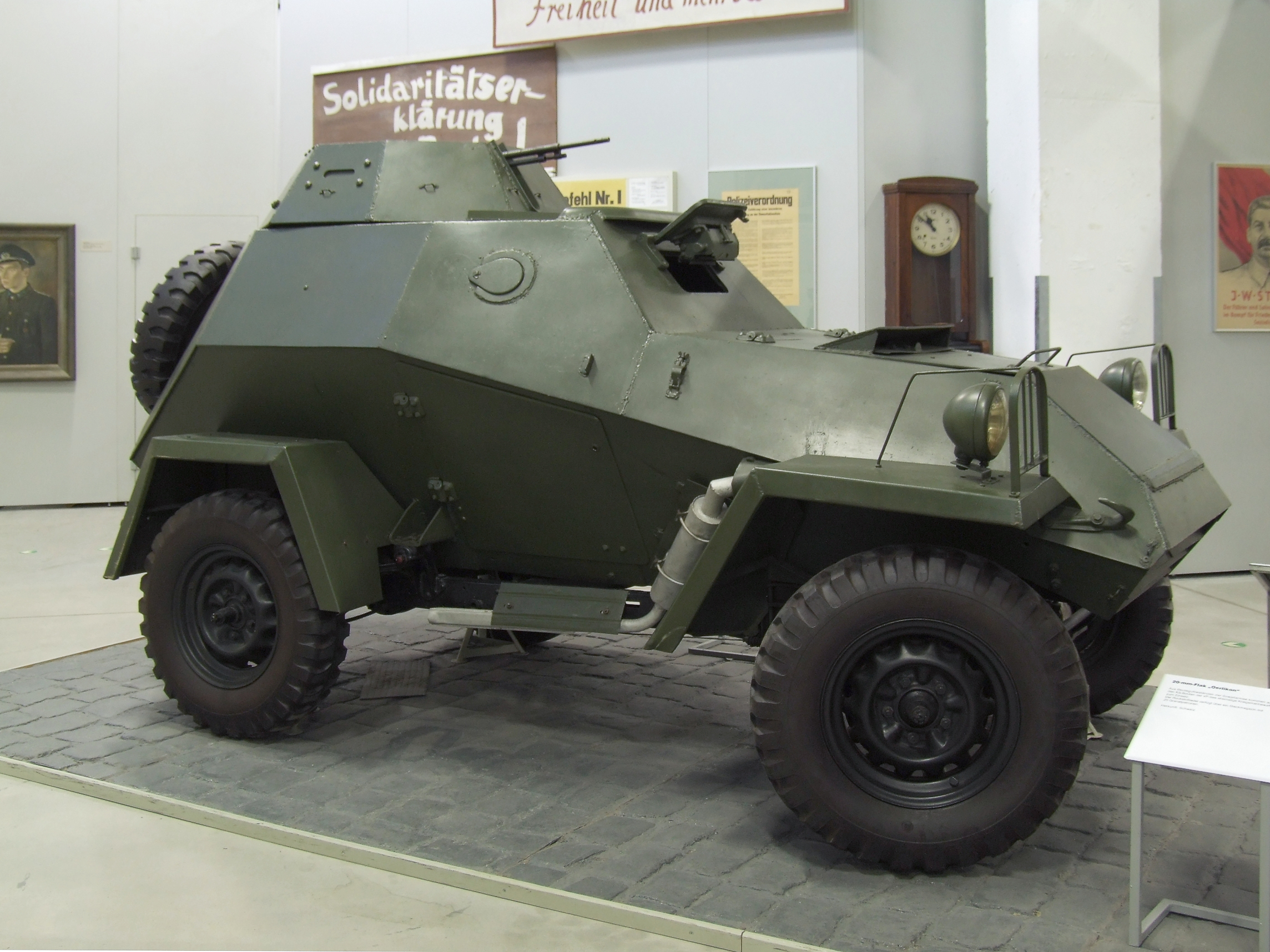
BA-64B في متحف التاريخ العسكري Bundeswehr ، درسدن.

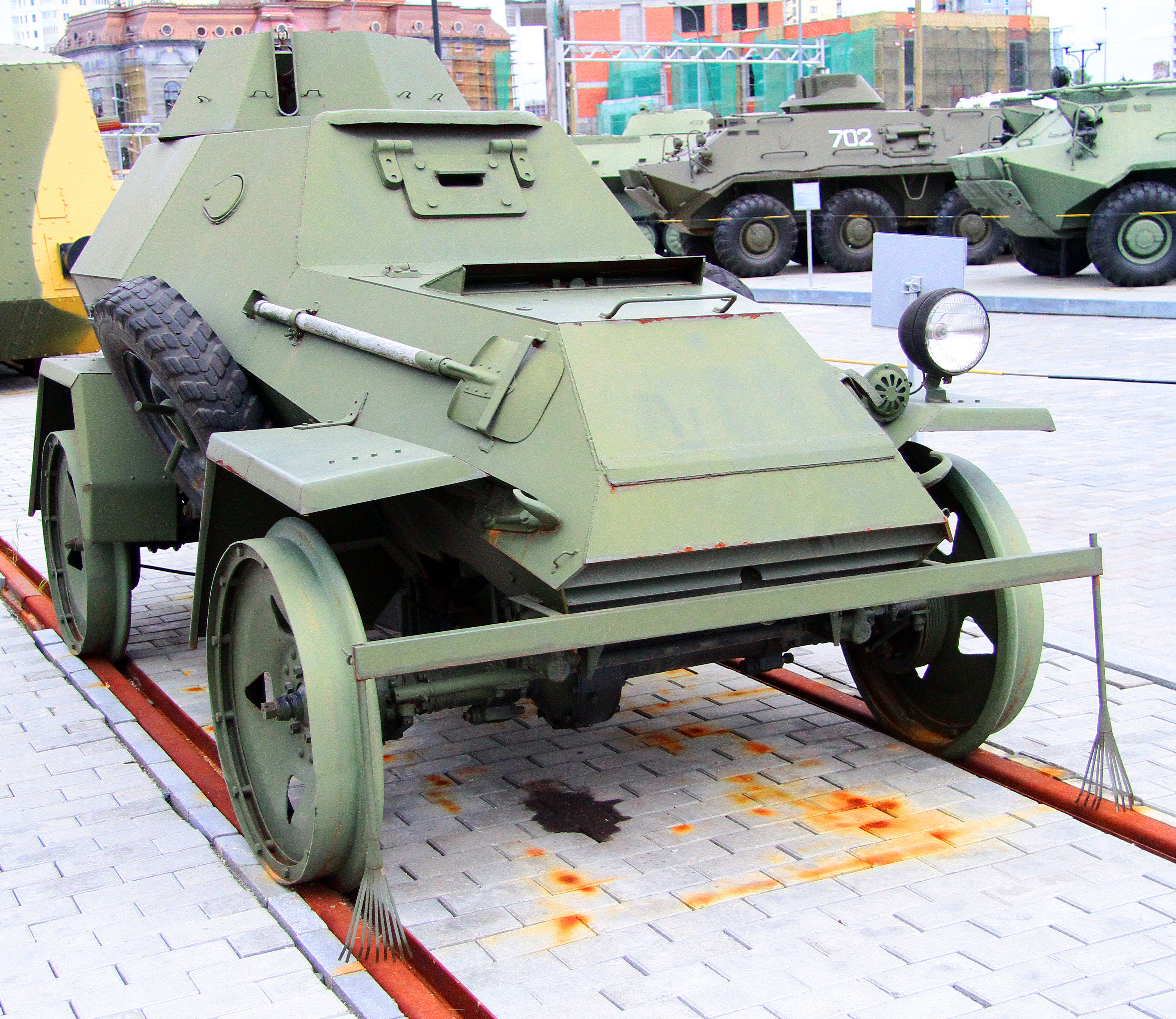
استنساخ BA-64ZhD في "متحف المركبات العسكرية والسيارات" ، فيركنيايا بيشما ، روسيا

- BA-64 : نموذج إنتاج قياسي من عام 1942 إلى عام 1943 ، تم بناؤه على هيكل سيارة جيب GAZ-64 . مسلح بمدفع رشاش واحد من طراز Degtyaryov عيار 7.62 ملم في برج مفتوح من أعلى.
- BA-64B : نموذج إنتاج قياسي من عام 1943 إلى عام 1946 ، تم بناؤه على هيكل سيارة جيب GAZ-67 ويتضمن مكربنًا جديدًا ومآخذ هواء ومنافذ إطلاق. مسلح بمدفع رشاش واحد من طراز Degtyaryov عيار 7.62 ملم في برج مفتوح من أعلى.
- BA-64D : البديل الداعم للحريق من طراز BA-64B مسلح بمدفع رشاش واحد ثقيل 12.7 ملم DShK . النموذج الأولي فقط ، تم رفضه بسبب قيود المساحة. [5]
- BA-64-126 : لم يتقدم طراز سيارة الموظفين بدون برج ، إلى ما بعد مرحلة المفهوم. جالس سائق واثنين من الركاب. تم إنشاء مركبة مماثلة للغاية من قبل الجيش الأحمر بشكل مستقل ؛ استلزم هذا التعديل إزالة ليس فقط البرج ولكن جزء من خط سقف الهيكل. مزودة بزجاج أمامي تم انتشالها من سيارة فولكس فاجن شويمواجنس التي تم الاستيلاء عليها.
- BA-64ZhD : مركبات دورية للسكك الحديدية. تم بناء نموذجين ، BA-64V (Vyksinskiy) مع عجلات سكة حديدية ذات حواف قابلة للاستبدال و BA-64G (Gorkovskiy) مع عجلات صغيرة مساعدة على محاور إضافية. [5] تم إنشاء مركبة مشابهة جدًا بشكل مستقل من قبل الجيش الأحمر من خلال تعديلات ميدانية ، تتضمن عجلات ذات حواف وتستخدم لمرافقة القطارات المدرعة.
- BA-64 PTRS : البديل المضاد للدبابات من طراز BA-64 مسلح بحامل إطار لبندقية PTRS-41 المضادة للدبابات بدلاً من برجها. تحويل الحقل كميات غير معروفة.
- BA-64Sh : البديل القيادي للطائرة BA-64 بهيكل علوي مرتفع وخط سقف متزايد للبدن. تم رفضه للخدمة لأنه لا يمكن أن يستوعب المعدات اللاسلكية اللازمة لمركبة القيادة.
- BA-64Z : البديل نصف المسار من BA-64 مع الزلاجات في المقدمة ومجموعة المسار الخلفي للتنقل في الثلوج العميقة. تم رفض الخدمة بسبب استهلاكها العالي للوقود وبطء سرعتها. يُعرف أيضًا باسم BA-64SKh . [5]
- BA-64B SG-43 : نموذج أولي للطائرة BA-64B التي استبدلت مدفع رشاش Degtyaryov بمدفع رشاش متوسط الحجم SG-43 Goryunov في نفس البرج.
- BA-64E : حاملة أفراد مصفحة بدون برج من طراز BA-64 ، قادرة على استيعاب ستة ركاب نزلوا من الباب الخلفي. تم بناء تسعة نماذج أولية في عام 1943 وتم الضغط عليها لاحقًا في الخدمة القتالية.
  - BA-64KA : حاملة أفراد مصفحة بدون برج من طراز BA-64 ، مشتقة من BA-64E. صُمم هذا ليكون ناقلاً خفيف الوزن لجنود المظليين ويتميز بهيكل مرتفع مشابه جدًا لطائرة BA-64Sh .
  - BA-64E-37 : البديل المضاد للدبابات والحريق من BA-64E. حملت مدفعًا مضادًا للدبابات مقاس 37 ملم وتم تصميمه كمكمل لـ BA-64KA في الدور المحمول جوا. تم بناء نموذج أولي واحد فقط.
  - BASh-64B : متغير الأمر من BA-64E ، والذي حل المشكلات السابقة مع BA-64Sh من خلال توفير مساحة كافية في الهيكل لتركيب جهاز إرسال لاسلكي.
- BA-69 : بنيت BA-64 على هيكل سيارة جيب GAZ-69 . تم إنشاء نموذج واحد فقط قبل إلغاء المشروع.

## العاملين

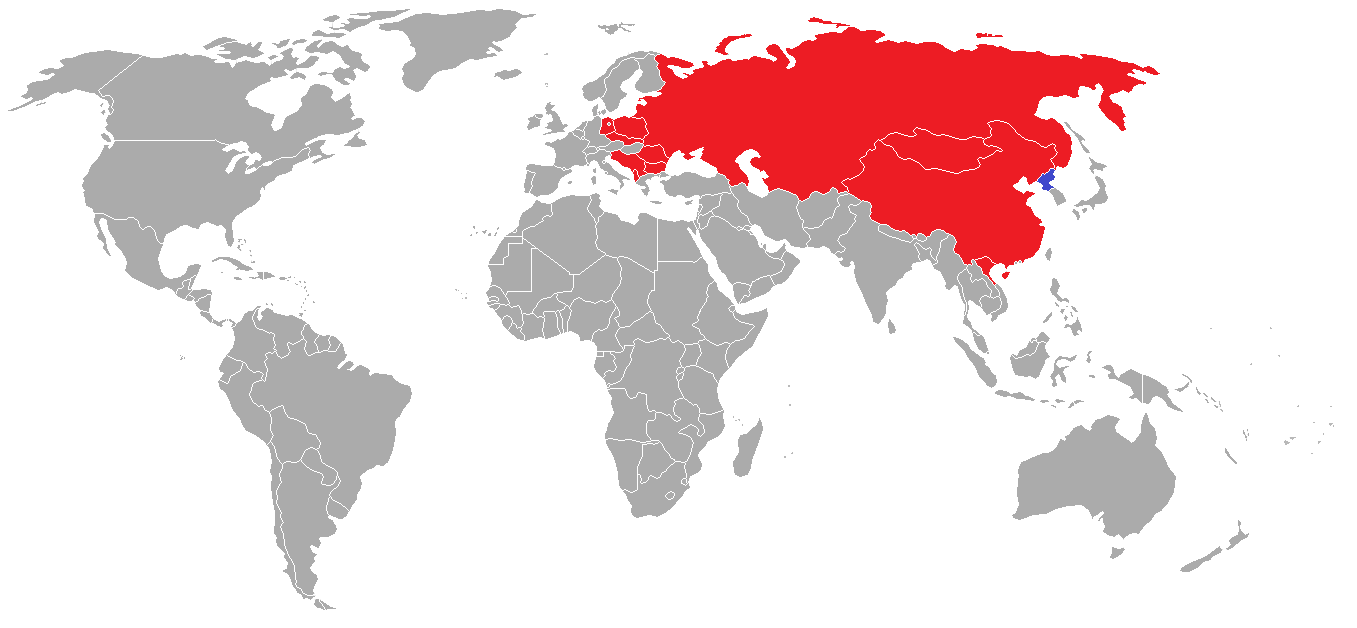
عوامل تشغيل BA-64 ، الحاضر (الأزرق) والماضي (الأحمر)

### تيار
- North Korea: In reserve as of 2013.

### سابق
- Albania
- Bulgaria
- People's Republic of China
- Czechoslovakia
- East Germany
- North Vietnam
- Poland[6]
- Romania
- Soviet Union[6]
- Yugoslavia

## روابط خارجية
- BA-64 في موقع BattleField الروسي
- سيارة مصفحة من طراز BA-64 في موقع armchairgeneral.com
- سيارات مصفحة من طراز BA-64 الروسية على موقع wwiivehicles.com
- Oruzhiye pobedy: Bronevik BA-64 في Avtorevyu رقم 8 ، 2005 (باللغة الروسية) - يتضمن صور BA-64 المستعادة
- BA-64 في موقع ArmorSite Vasiliy Chobitok (بالروسية)
- BA-64 سيارة مصفحة سوفيتية (دريسدن ، ألمانيا) - تجول في الصور
- BA-64 سيارة مصفحة سوفيتية (موسكو ، روسيا) - تجول في الصور